# New Musical Express
New Musical Express (poznatiji je bio po kratici NME) je popularni britanski tjedni glazbeni časopis koji je počeo izlaziti 1952. godine.
NME je bio prvi britanski list koji je pokrenuo objavljivanje liste popularnosti (prodaje) singl ploča (14. studenog 1952.). Sedamdesete su bile zlatno doba NME, jer je tada bio najbolje prodavani glazbeni časopis u Britaniji. Godine 2000. NME je spojen sa svojim konkurentom časopisom Melody Maker.